# ダイドー (軽巡洋艦)
|          | |
| 艦歴     | |
| 起工     | 1937年10月26日                                                                                              |
| 進水     | 1939年7月18日                                                                                               |
| 就役     | 1940年9月30日                                                                                               |
| 退役     | 1953年10月                                                                                                  |
| その後   | スクラップとして売却                                                                                        |
| 性能諸元 | |
| 排水量   | 5,600トン 満載：6,850トン                                                                                   |
| 全長     | 156 m |
| 全幅     | 15.39 m |
| 吃水     | 4.3 m |
| 速力     | 32.25ノット                                                                                                 |
| 航続距離 | 2,800 km（30ノット） 7,850 km（16ノット）                                                                   |
| 乗員     | 480名 |
| 兵装     | 5.25インチ連装砲 4基 4インチ砲 1門 0.5インチ4連装機関銃 2基 4連装ポムポム砲 3基 3連装21インチ魚雷発射管 2基 |
| 装甲     | 舷側 3インチ（76 mm） 甲板 1インチ（25 mm） 砲塔 2インチ（51 mm） 隔壁 1インチ（25 mm）                     |

ダイドー (HMS Dido, 37) はイギリス海軍の軽巡洋艦。ダイドー級のネームシップ。
イングランドのバーケンヘッドにあるキャメル・レアード造船所で建造され、第二次世界大戦中の1940年に就役した。地中海や北極圏での戦闘に参加し、戦後はエリザベス2世の戴冠式に参加するなど儀式的な役割を担い、1957年にスクラップとして売却された。

## 艦歴
ダイドーは1939年7月18日に進水し、1940年9月30日にバーケンヘッドで就役した。
就役後、1940年9月にスカパ・フローへ配備され、西アフリカに向かう空母フューリアスを護衛し、航空機の輸送任務に就いた
。

### 地中海
ダイドーは大西洋で4か月間護送船団の任務に従事し、その後1941年4月に地中海艦隊に合流、マルタへ物資を輸送した。同年5月にはクレタ島に配備され、イギリス軍の撤退を支援した。5月14日、ソウダ湾からエジプトへの輸送船団の一員として、ギリシャから700万ドル相当の物資を運んだ。1941年5月29日、ダイドーはクレタからアレクサンドリアに兵員を輸送する際に爆撃により大きな被害を受けた。1941年6月8日にはダイドーの海兵隊はエリトリアの港湾都市アッサブの降伏を受け入れた。1941年7月から11月にかけては改装のためニューヨークのブルックリン海軍工廠に入り、1941年12月に地中海艦隊に復帰した。1942年の最初の3か月はアレクサンドリアとマルタ間の護衛任務にあたり、同年3月にロードス島の砲撃に参加した。その1週間後、ダイドーはフィリップ・ヴァイアンが指揮する巡洋艦クレオパトラ、ペネロピ、カーライルおよびユーライアラスと共に第2次シルテ湾海戦に参加した。

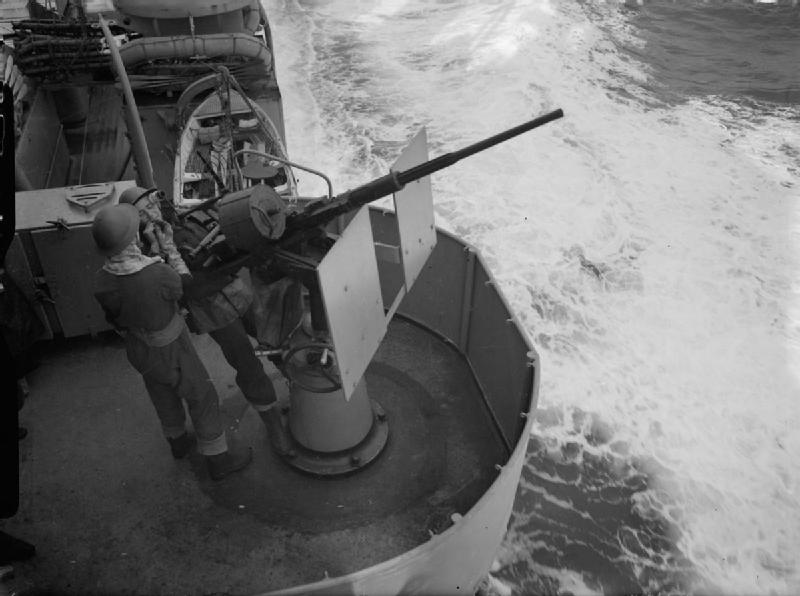
地中海東部での爆撃の合間にタバコの火をもらうダイドーの20mmエリコン砲手（1942年1月）

1942年8月18日、爆撃により損傷した船尾を修復するため、マッサワに入港させた。ダイドーは当時、東地中海におけるイギリス海軍の4分の1に相当する戦力であったため、できるだけ早く修理する必要があった。マッサワで唯一機能していた乾ドックは、ダイドーを完全に持ち上げる規模ではなかったため、船首は下げたままにして、船尾のみを浮上させて修復した。6日後、ダイドーは姉妹艦であるユーライアラス、クレオパトラ、シリアスと共に戦線に復帰した。ダイドーはその後、北アフリカでのイギリスの任務を支援し、1942年12月には西地中海艦隊に配備され、1943年3月までアンナバやアルジェで対空任務を行った。
1943年4月、ダイドーはリヴァプールに戻り3か月間改装を行い、西地中海艦隊に復帰した。翌月はハスキー作戦においてシチリア島北部への陽動砲撃に参加した。その後はパレルモおよびビゼルトの侵攻基地の対空監視に従事した。1943年9月12日、ダイドーはイタリア艦隊が降伏したターラントまで600人の兵士を護衛した。その後ターラントからソレントへ向かい、支援砲撃に参加した。1943年10月から11月にかけてアレクサンドリアで再整備を行い、チヴィタヴェッキア沖でアンツィオの戦いにて上陸を支援する陽動作戦に参加した。1944年8月には連合国軍のドラグーン作戦を支援し、1944年9月にイギリスへ帰還した。

### 北極圏
1944年10月、ダイドーはロシアへの輸送船を護衛した後、ノルウェー沖で空母の攻撃を支援した。1945年4月、掃海艇アポロ、駆逐艦オーウェルおよびオビディアントを護衛し、コラ湾北部に機雷を敷設した。第二次世界大戦における最後の任務はコペンハーゲンへ向かい、ドイツ海軍の降伏のために、ヨーロッパでの戦争における最後の艦砲射撃を行うことであった。ダイドーはドイツの重巡洋艦プリンツ・オイゲンと軽巡洋艦ニュルンベルクをヴィルヘルムスハーフェンまで護衛した。

## 戦後
1945年7月、ダイドーはジョージ6世とエリザベス女王を乗せてマン島へ向かった。1953年にはエリザベス2世の戴冠式を祝う観艦式に参加し、予備艦隊の旗艦を務めた。ダイドーはその後退役、スクラップとして売却され、1957年に解体された。